# نيك ونايت (مخرج)
نيك ونايت (بالإنجليزية: Nick Knight)‏ هو مصور ومخرج بريطاني، ولد في 24 نوفمبر 1958 في لندن في المملكة المتحدة.

## وصلات خارجية
- الموقع الرسمي
- نيك ونايت على موقع IMDb (الإنجليزية)
- نيك ونايت على موقع ميوزك برينز (الإنجليزية)
- نيك ونايت على موقع ديسكوغز (الإنجليزية)
- نيك ونايت على موقع قاعدة بيانات الفيلم (الإنجليزية)